# Poro (anatomía)

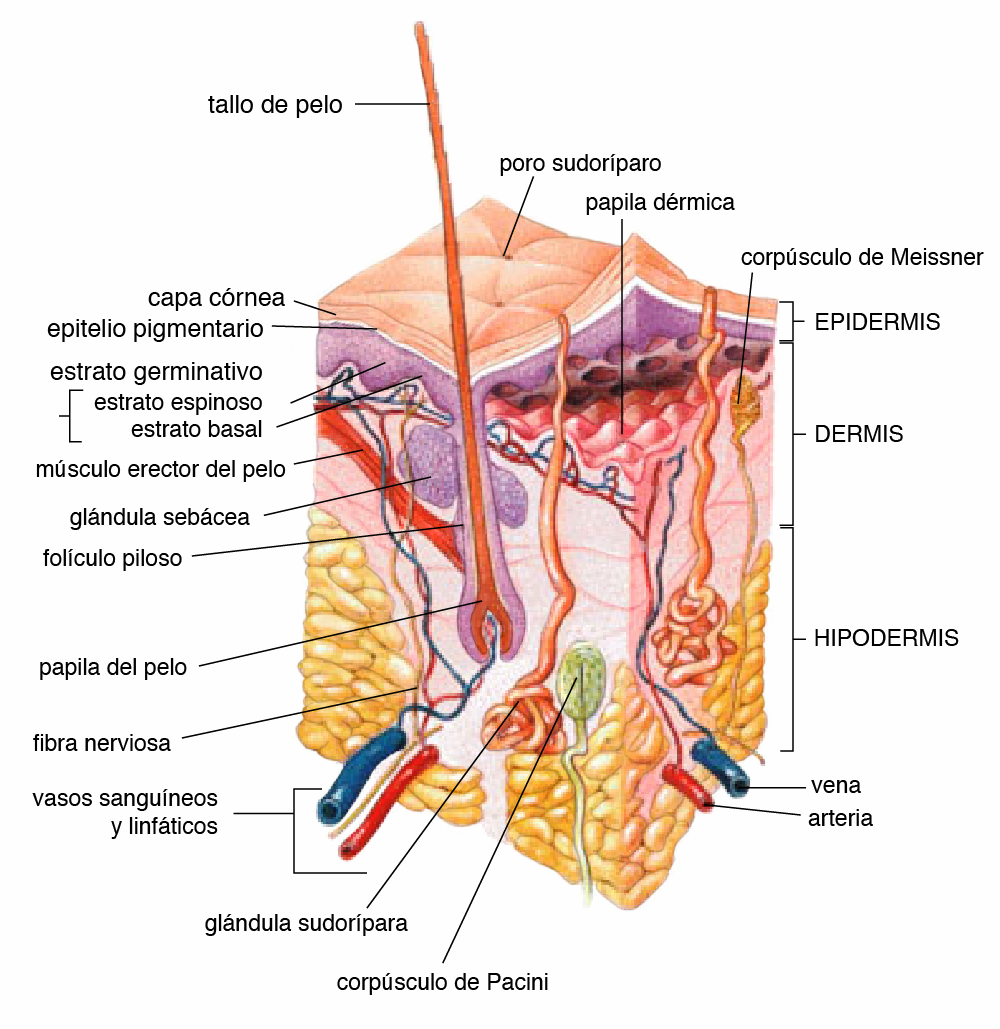
Anatomía de la piel humana

El poro es un diminuto orificio en la epidermis de la piel, de los que cada persona tiene aproximadamente dos millones, que cumple varias funciones, si bien lo más importante es eliminar la transpiración.

## Características
El tamaño de los poros es variable y depende de los genes, si bien, cuando se llenan de secreciones sebáceas, tienden a abrirse. Esto puede ocurrir cuando estas secreciones corporales no pueden salir al exterior debido a la acumulación de impurezas de la piel. Esto puede provocar la formación de acné.